# John Maybury
John Maybury (n. 25 de marzo de 1958) es un director de cine inglés.

## Biografía

### Primeros años
Maybury nació en Enfield. Su madre sellama Elsie y su padre George Maybury. Tuvieron otras cuatro hermanas y dos hermanos. 
Asistió a la Universidad de St. Ignatius, a la St. Albans de Diseño & de Arte, a la Universidad de East London y a la Universidad St. Martins de Arte.

## Filmografía como director
- Love Is the Devil: Study for a Portrait of Francis Bacon (1998) - también escritor
- The Jacket (2005)
- The Edge of Love (2008)